# コリア協議会
コリア協議会（コリアきょうぎかい、ドイツ語: Korea Verband、朝鮮語: 코리아 협의회）は、ドイツの韓国系市民団体である。ベルリンに拠点を置いている。

## 概要
韓国の歴史および文化、そして朝鮮半島の現在の発展に関心があり、それに参加を希望する人のために、ドイツ語圏に拠点を置くオープンで政治的に独立した情報および協力プラットフォームと見なしており、この領域の情報を取得する、アジアハウス財団の創設メンバーとしている。また、人権運動と市民権運動の側にいると考えており、科学やジャーナリズム、政治の分野の韓国の専門家のみだけでなく、他の非政府組織やイニシアチブとの国内、ヨーロッパ、および国際レベルで労働組合、教会、環境と女性の運動、芸術と文化の協力を求めている。
慰安婦問題に関する活動も行っている。2009年11月にコリア協議会代表の韓静和（ハン・ジョンファ）の主導により、慰安婦ワーキンググループが設立された。このグループは、ドイツにおいて慰安婦問題を公表することを目的とした教育や広報活動を行い、政治キャンペーンを行っている。また、後述の慰安婦像の設置や展示も行っている。

## 歴史
1981年、コリア協議会の前身であるコリア委員会がコリア調整会議を設立した。コリア調整会議は、韓国の自己組織、ドイツの開発、人道主義、教会のグループの非公式な協会であった。メンバー組織は、ドイツの北朝鮮と韓国との連帯活動を行った。
1988年ソウルオリンピックでは、コリア調整会議がオリンピックに反対するキャンペーンを開始し、この目的のためにコリア情報局が設立された。オリンピックに反対する取り組みからの前向きな経験は、コリア調整会議のメンバー組織がさらに専門化することを促した。これにより、効率的なコリア連帯活動のために、常任のコリア事務所を設立する必要があった。1990年11月18日にボーフムでコリア協議会が設立され、オリンピック反対キャンペーンのためにコリア情報局がコリア協議会のコリアコミュニケーション研究センターに移転されたことがこの目的を果たした。その後、コリア委員会は解散し、コリア連合によってコリア調整会議が引き続き召集された。
1995年、アジア財団、フィリピン事務所、東南アジア情報センターと共にアジアハウスを設立し、それ以降、エッセンの他の設立組織と協力した。アジア財団とアジアハウスは後にアジアハウス財団に移管され、アジアハウス財団の創設メンバーとなった。
2008年、拠点をベルリンに移転した。
2020年9月25日には、ベルリン市ミッテ区の公有地に慰安婦像を設置し、以降もドイツ内で像の設置や展示を行っている。
2022年10月19日、ベルリン市の中心地に「日本軍慰安婦博物館」を開館した。